# Winogradsky-Säule

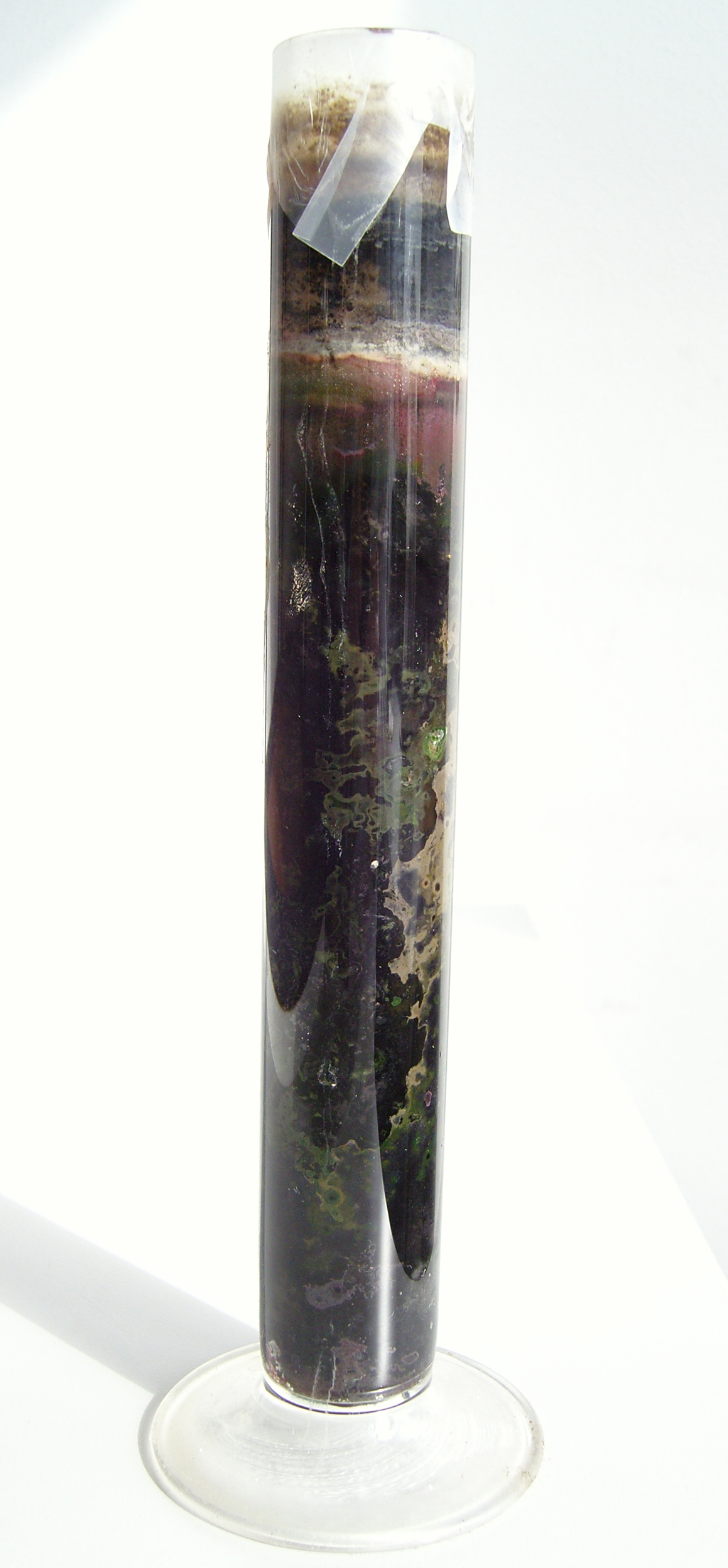
Winogradsky-Säule

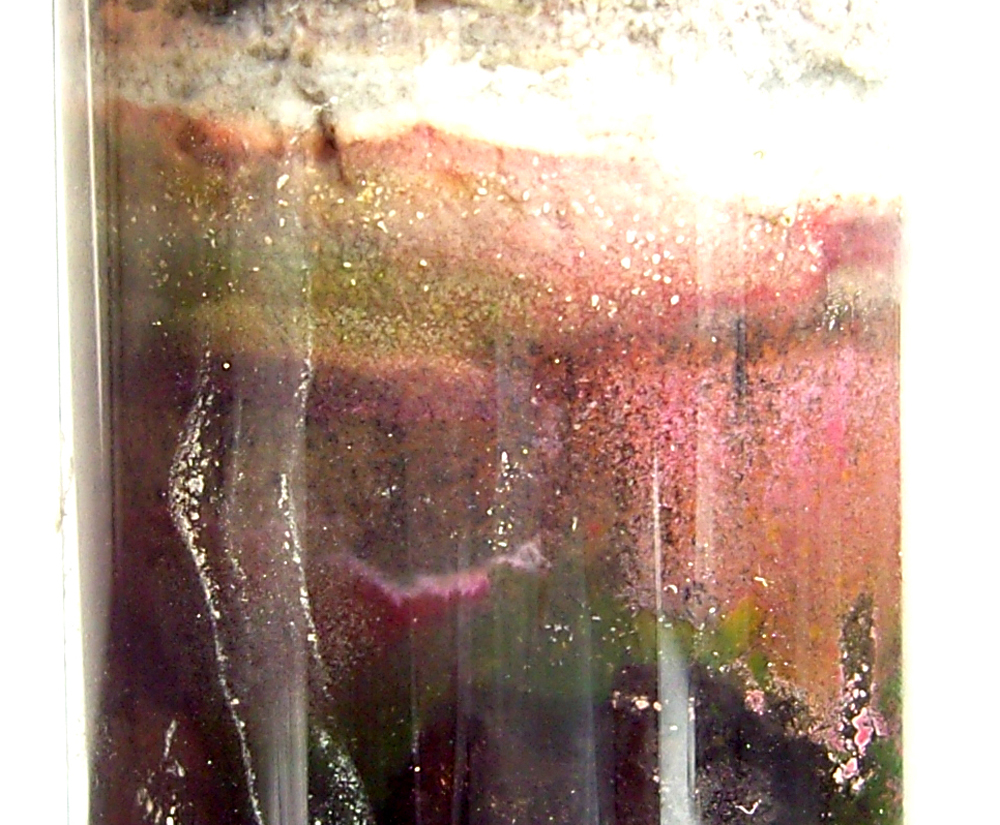
Schwefelpurpurbakterien, Detail einer Winogradsky-Säule

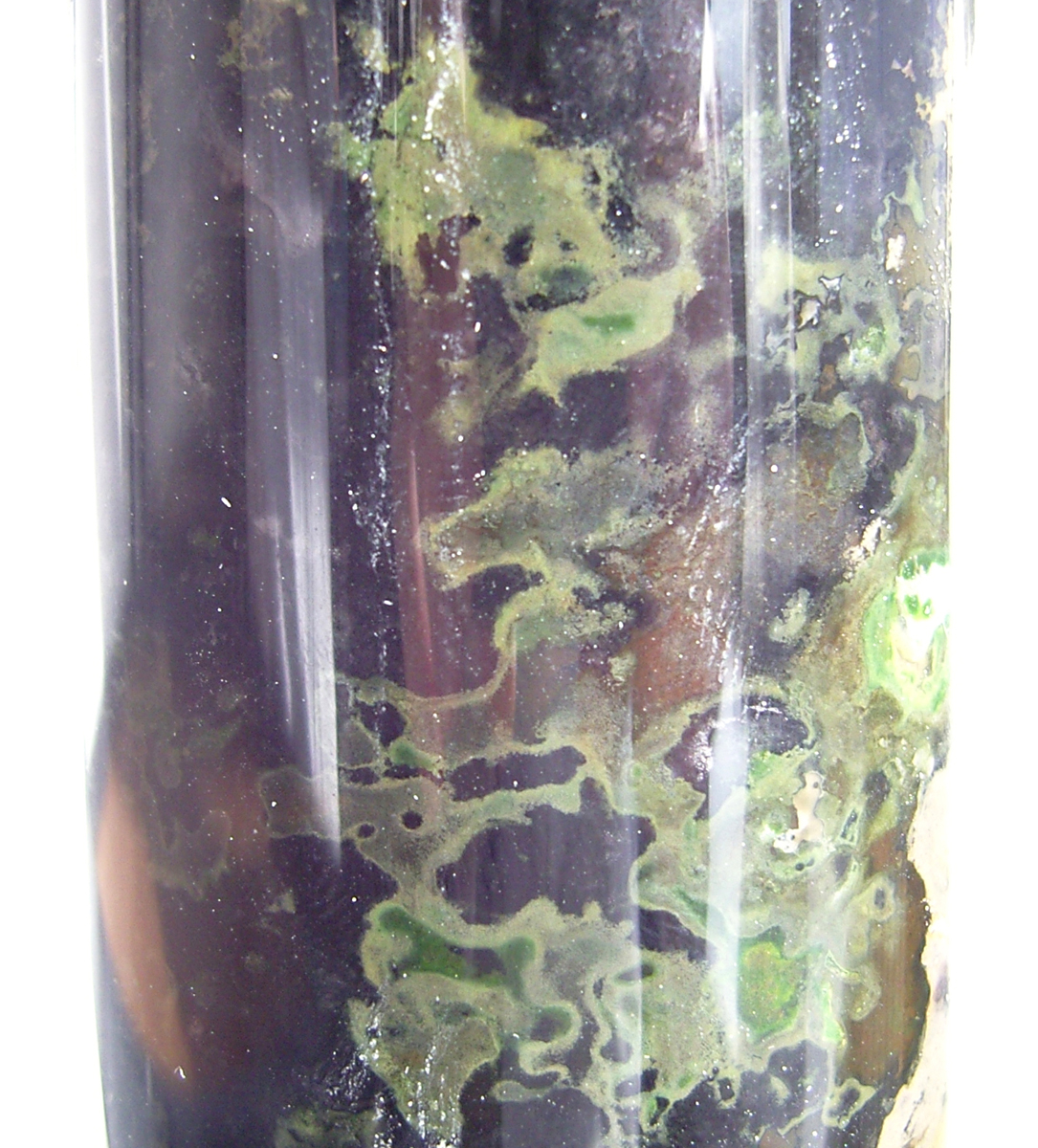
Grüne Schwefelbakterien, Detail einer Winogradsky-Säule

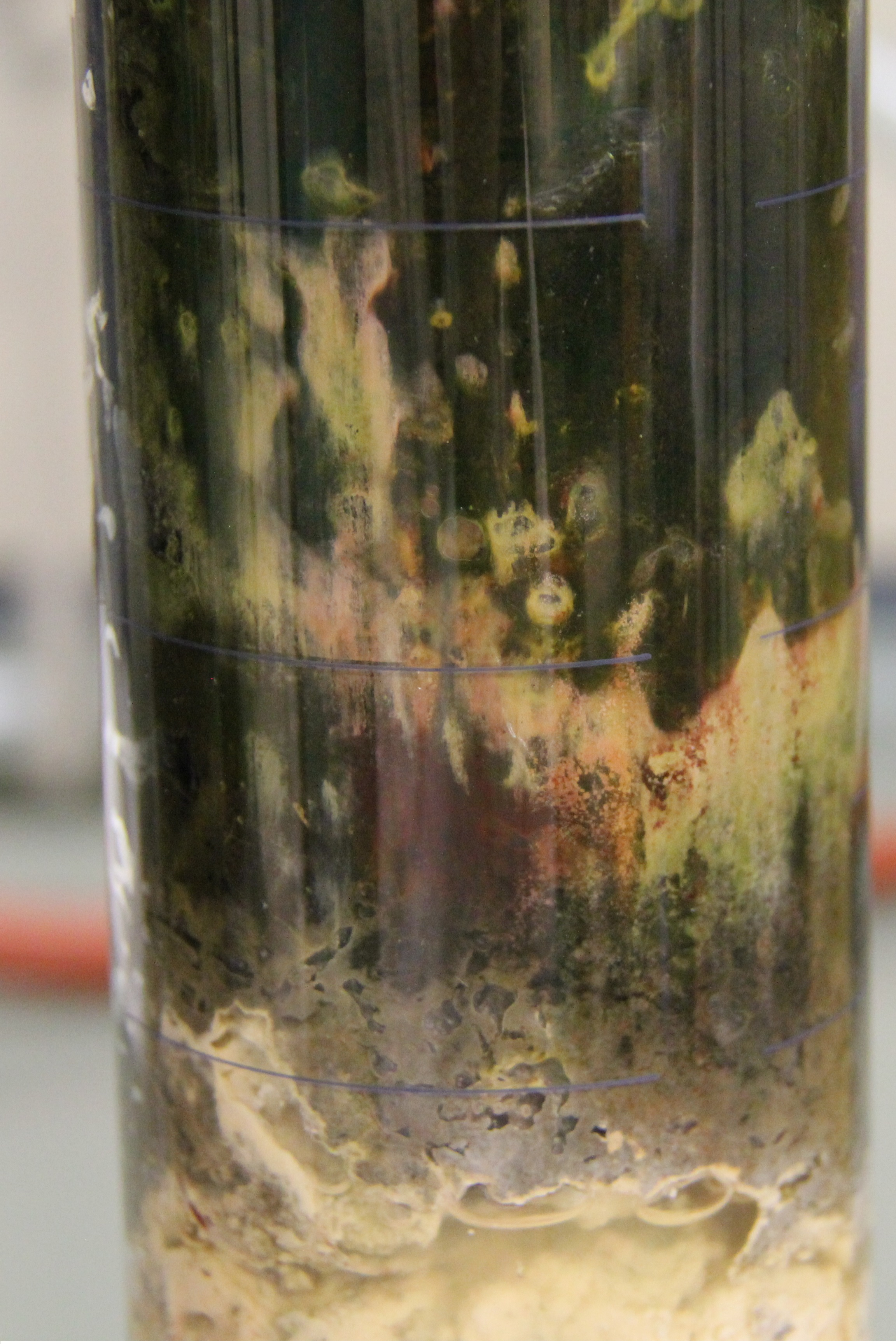
Winogradsky-Säule nach 17 Tagen Inkubation bei Raumtemperatur. Einzige Lichtquelle war eine 40-Watt-Lampe, die Säule wurde aus einer Entfernung von 30 cm beleuchtet. Im Bild sind in Rot Rhodospirillaceae zu sehen.

Die Winogradsky-Säule wird für die Isolation phototropher Grüner und Purpurbakterien sowie anderer Anaerobier verwendet. Benannt ist sie nach dem russischen Mikrobiologen Sergei Nikolajewitsch Winogradski. Dieser entwickelte sie in den achtziger Jahren des 19. Jahrhunderts, um Bodenorganismen untersuchen zu können.
Die Säule stellt dabei ein anaerobes (ohne Anwesenheit von Luftsauerstoff) Ökosystem im Miniaturformat dar und kann auch über längere Zeit Quelle für viele Arten von Prokaryoten sein, die am Nährstoffkreislauf beteiligt sind.
Die Säule fand Anwendung bei der Anreicherung einer Vielzahl von aeroben und anaeroben Prokaryoten. Der Vorteil der Säule besteht einerseits in der leichten Verfügbarkeit von Inokula (siehe Inokulation), aber auch darin, dass sie selektiv mit Verbindungen angereichert werden kann, deren Zersetzungsprozesse untersucht werden sollen. Es können somit Mikroorganismen „gepickt“ werden, die fähig sind, das untersuchte Substrat abzubauen.
Ein weiterer Vorteil der Säule besteht darin, dass sie einem natürlichen Habitat sehr viel mehr ähnelt, als ein flüssiges Anzuchtmedium, welches mit einer Probe beimpft wird. Somit kann eine Vielfalt physiologischer Typen von Mikroorganismen beobachtet werden, wohingegen in einer Anreicherungskultur schneller wachsende Arten die langsamer wachsenden rasch verdrängen würden.

## Herstellung
Die Herstellung einer Winogradsky-Säule erfolgt in einem Glaszylinder. Dieser wird zu ≈1/3 mit Schlamm gefüllt, der reich an organischen Substanzen ist und auch Sulfide enthält. Zunächst werden dem Schlamm Kohlenstoffsubstrate beigemengt. In der Vergangenheit kamen dabei diverse organische Zusätze zum Einsatz. So unter anderem Heu, kleingeschnittenes Zeitungspapier, Sägemehl, zerkleinerte Blätter oder Wurzelmaterial, Hackfleisch, hartgekochte Eier und teilweise tote Tiere. Des Weiteren erfolgt der Zusatz von Calciumcarbonat (CaCO3) und Calciumsulfat (CaSO4), die im Schlamm als Puffer sowie als Sulfatquelle dienen. Der Schlamm wird fest in den Zylinder gepresst, wobei darauf zu achten ist, dass kein Luftsauerstoff eingeschlossen wird. Anschließend wird der Schlamm mit Wasser (aus Teich, See oder Graben) überschichtet und mit Aluminiumfolie oder, wie auf dem Bild zu sehen, mit Parafilm verschlossen.
Der Zylinder wird ins Licht gestellt um eine ausreichende Versorgung mit Sonnenlicht zu gewährleisten. Dabei ist jedoch darauf zu achten, dass er keiner übermäßigen Strahlung ausgesetzt ist.
Typischerweise entwickelt sich in der Winogradsky-Säule eine Mischung, die viele verschiedene Arten von Mikroorganismen enthält. Im oberen Bereich bilden sich rasch Cyanobakterien und Algen. Da diese Sauerstoff (O2) produzieren, wird diese Zone rasch oxisch. Fermentative Zersetzungsprozesse, die im Schlamm ablaufen, führen zur Produktion von organischen Säuren, Wasserstoff (H2) und Alkoholen. Dies sind geeignete Substrate für sulfatreduzierende Bakterien. Als Folge der Sulfidproduktion erscheinen auf der dem Licht zugewandten Seite grüne und purpurfarbene Flecken. Die grünen Flecken bestehen dabei aus Grünen Schwefelbakterien, deren Entwicklung häufig in den unteren Schichten der Säule in der Nähe der Sulfidquelle stattfindet. Die purpurnen Flecken, die aus Schwefelpurpurbakterien bestehen, bilden sich vermehrt in den oberen Schichten. Dieser Befund lässt sich mit einer unterschiedlichen Sulfidtoleranz von Grünen und Purpurbakterien erklären.
An der Grenzfläche Wasser zu Schlamm ist (meist) eine deutliche Trübung sowie Färbung des Wassers aufgrund des Wachstums der Schwefelpurpurbakterien sowie einiger weiterer Bakterien zu erkennen.
Mit Hilfe einer Pipette können Proben von phototrophen Bakterien entnommen werden. Dies erfolgt aus wenig gefärbtem Wasser oder Schlamm. Mit diesen Proben können Anreicherungsmedien (Nährmedien) beimpft werden.

## Anaerobe phototrophe Bakterien
In der Winogradsky-Säule sind in der Regel vier verschiedene Familien von anaeroben phototrophen Bakterien zu finden. Zum einen die Ordnung der Chlorobiales (Grüne Bakterien). Hier sind Familie der Chlorobiaceae (grüne Schwefelbakterien) mit der Spezies Chlorobium limicola und die Familie der Chloroflexaceae (Chloroflexus-Gruppe) mit der Spezies Chloroflexus aurantiacus zu nennen. Zum anderen die Ordnung der Rhodospirillales (Purpurbakterien) mit den Familien der Chromatiaceae (Schwefelpurpurbakterien) sowie der Familie der Rhodospirillaceae (schwefelfreie Purpurbakterien). Diese beinhalten die Spezies Chromatium vinosum und Rhodospirillum rubrum.